# Agnese Cecconello
Agnese Cecconello (Trieste, 6 novembre 1999) è una pallavolista italiana, centrale del Cuneo Granda.

## Carriera

### Club
La carriera di Agnese Cecconello inizia nella stagione 2015-16 in Serie B1 con il Volleyrò; nell'annata 2017-18 passa all'Hermaea, in Serie A2: milita nella stessa divisione anche per il campionato 2018-19 con la Due Principati e per quello 2019-20 con la Roma Club.
Nella stagione 2020-21 esordisce in Serie A1 grazie all'ingaggio da parte della Savino Del Bene: è sempre nella massima divisione nell'annata 2021-22, quando ritorna al club di Roma, in quella 2022-23, quando si accasa alla Cuneo Granda e in quella 2023-24, questa volta alla Megavolley. Nella stagione 2024-25 è nuovamente alla Cuneo Granda, sempre in Serie A1.

### Nazionale
Nel 2019 ottiene le prime convocazioni nella nazionale italiana.